# كما أنت (أغنية)

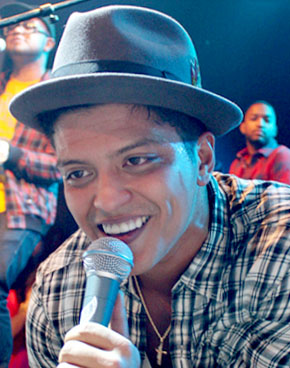
المغني برونو مارس

فقط مثل ما أنت الأغنية المنفرِدة الأولى للمُغني وكاتب الأغاني الأمريكي برونو مارس، الأغنية الرئيسية من أول ألبوم له في الأستديو: Doo-Wops & Hooligans 2010، كتب الأغنية بورنو مارس وفيليب لورانس وآري ليفين وخليل والتون ونيدلز، ومن إنتاج الثلاثة السابقين، تحت اسم مستعار «The Smeezingtone»، بالتعاون مع نيدلز. صدرت في الوِلايات المتحدة على راديو هيت المُعاصر في  10 من أغسطس عام 2010، وتصدرت في المملكة المتحدة في 19 من سبتمبر عام 2010 باسم «فقط مثل ما أنت، مذهلة» كانت كلمات الأغنية ثناء بجمال امرأة.
تلقت الأغنية المنفردة آراء مختلفة من نقاد الموسيقى الذين أشادوا بإنتاج The Smeezingtons، إلا أنهم وصفوا  كلماتها بالمبتذلة. فازت بجائزة أفضل أداء صوتي لموسيقى البوب الصاخبة المُفردة للأعضاء في حفل توزيع جوائز غرامي السنوي الثالث والخمسين. بلغت الأغنية المركز الأول على لائحة أفضل 100 أغنية في الولايات المتحدة وأستراليا وكندا ونيوزيلاند والمملكة المتحدة، وحققت مركزًا ضمن المراتب الخمس الأولى في دول أخرى، وحصلت على الشهادة البلاتينية 12 مرة من جمعية صناعة التسجيلات الأمريكية. كانت الاغنية الأكثر مبيعًا بنسختها المفردة الرقمية سنة 2011، إضافةً إلى ذلك بيعت أكثر من 12.5 مليون نسخة، إذ انضمت إلى مجموعة النخبة الأكثر مبيعًا في جميع أنحاء العالم.
الفيديو الموسيقي من إخراج إيثان لادر صدر في 8 سبتمبر 2010، ظهرت خلاله الممثلة الأسترالية من أصل بيروفي ناتالي كيلي. أدى مارس «فقط مثل ما أنت» ليلة السبت في عرض مباشر، وخلال معرض إلين ديجينس. غنى أغنيته في جميع جولاته لعام 2010، عند نهاية  الحفل بطلب من الجُمهور، وأثناء أدائه في عرض السوبر بول الثامن عشر. أعاد غناءها العديد من فناني التسجيلات وكانت مصدر إلهام لأغنية ميغان ترينر كل شيء عن الباس 2014.

## الكتابة والإنتاج
قال برونو مارس عن الأغنية: استغرقت مني شهورًا حتى اكتملت، لم أكن أفكر بأي شيء عميق أو شعري، كنت أتحدث عن كونك مستعدًا للوقوع في الحب!  ثم أضاف أنه من أشد المعجبين بالأغاني المشابهة كأغنية جو كوكر«أنت جميلة جدًا» وإيريك كلابتون «الليلة الرائعة» ذات الكلمات المباشرة. كما تعلمون، ليس هناك مجهود ذهني للكلمات أو مراوغة في الحقيقة، إنها تخرج مباشرة من القلب. في رأيي «فقط مثلما أنت» واحدة من هذه الأغاني، أنا فقط أخبر امرأة أنها جميلة كما هي ولأكون صادقًا أي امرأة لا ترغب بسماع تلك الكلمات؟  أضاف مارس آيه.آر إن آرون باي-شوك كان مسؤولًا عن العثور على الفكرة الرئيسية من المنتجين وكتّاب الأغاني خليل والتون ونيدلز. أذن نيدلز لمارس باستخدام الفكرة لألبومه، ويسّر الأمر باي شوك، إذ أخبر مؤسسة «Hit Quarters» أنه سيكون لديهم الأغنية المنفردة الأولى فور إنهائها:
«كان لها جوقة ضخمة، ولحنًا غنائيًا لا يُنسى إذ كانت نقلة طبيعية من أغاني الراب الأمريكي وأغاني ترافي مكوي أيضًا، لم تبدُ مثل أي شيء في الراديو، كانت تحتوي على كل ما نحتاج إليه كأول أغنية فردية لبرونو».
وأوضح آري ليفين : «كان لدى نيدلز أغنية ملحنة من تأليف خليل والتون قدمها لنا أحد رجال إيه آند آر، إذ جلب برونو وفيل الجوقة الموسيقية، بعد ذلك أرسل نيدلز الملف لنا واستبدلنا مجموعة من الأصوات بأصواتنا وقمت ببرمجة الطبول باستخدام حاسوبي الشخصي إذ أكملنا كتابة بقية الأغنية. عُرضت الأغنية على فيسكو وليسو غرين،  لكن في تلك اللحظة قرر مارس الاحتفاظ بها.